# 和田アキラ
和田 アキラ（わだ あきら、本名・和田 晃（読み同じ）、1956年8月26日 - 2021年3月28日）は、日本のギタリスト。東京都品川区出身。フュージョンバンドのプリズムを中心に活動していた。

## 来歴
小学生の時、姉からの影響によりグループ・サウンズへ憧れるかたちで音楽に目覚めてドラムを始める。その後、すぐにギターへと転向した。理由は、楽器を持っている同級生の友達らと“バンドのようなもの”を組んだものの、ギター担当の者が印象的なフレーズがある出だしだけ弾いたらその後は弾かなくなってしまうので、業を煮やした和田が自らギターを弾いたところ、思いのほか上手く弾けることを自覚したため。以後、生涯に渡ってギターを弾いていくことになる。
中学生の時にリアルタイムで活動していたグランド・ファンク・レイルロードやレッド・ツェッペリンに影響を受け、ハードロックを趣向するようになる。この間、大病を患って療養生活を強いられる。その暇を持て余すなかでギターにのめり込み、プロギタリストになることを決意。高校には進学せずに、16歳の時にプロギタリストの松木恒秀に師事する。氏のローディーをする傍ら、氏が引き受けたコマーシャルの音録りのスタジオワークでは一緒にギターを弾く機会が与えられるなど信頼を得ていた。ローディーとしては一年あまりで離れるも、師弟関係は継続され、和田の尊敬する日本人ギタリストとして一番に名が上げられる。一方、1970年代半ばには、当時日本でも流行していたグラムロックの影響を受けたロードランナーというバンドにも在籍していた。
松木のローディーを離脱した1970年代半ばに入る頃、和田は所属していた都内でロック演奏するコミュニティのメンバーを誘って、自らがブッキング（演奏場所や参加メンバーの選定、マネージメント等）するライブ・セッションを行うようになり、当時まだ高校生であった久米大作らと頻繁に共演するようになる。メンバー強化のため、既にセミプロで活動していた渡辺建らを自らスカウトして招き入れ、次第にセッションからバンドとして形成されるようになっていく。そして、このバンドを元にして1975年に日本初のフュージョンバンドとなるプリズム（ただし、この時点ではまだバンドの名称は決まってなかった）が結成され、プロとしての活動をスタートさせる。
デビュー前のプリズムの音楽性は、当時の和田が趣向していたロック＆ブルース・ギタリストのカルロス・サンタナ率いるラテン・ロック・バンドのサンタナ、ジャズ・ピアニストのチック・コリア率いるエレクトリック・バンドのリターン・トゥ・フォーエヴァー、そのバンドのギタリストであるアル・ディ・メオラらのインスト音楽に影響を受けたもので、そこにセッション活動開始後の1975年、かねてから注目していたロック・ギタリスト、ジェフ・ベックの全曲インスト・アルバム『BLOW BY BLOW』が発表されるに至って決定的となった。また、同時期に発表された、超絶技巧のアラン・ホールズワースがギタリストであったトニー・ウィリアムス・ニュー・ライフタイムのアルバム『BELIEVE IT』、ジョン・スコフィールドがギタリストであったザ・ビリー・コブハム - ジョージ・デューク・バンドのライブ・アルバム『"LIVE" ON TOUR IN EUROPE』などからはバンド・サウンドづくりの面で多大な影響を受けていた。
1976年、プリズムのデビューアルバム『PRISM』をレコーディング開始。それまで上述したアーティストらのカバー演奏主体だったものが、デビューに合わせてメンバー作曲によるオリジナル曲路線に変更し、このデビューアルバムでは、プリズムを牽引していた和田が7曲全てを作曲している。高い演奏能力に加え、インストによるハードロックを基調にしながらも、ジャズ、エスニック、プログレッシブ・ロックを織り交ぜた、いままでにない楽曲群にも評価が集まった。また、レコーディング中にプロデューサー判断により、以前からプリズムのメンバーと面識があり、四人囃子を脱退したばかりの森園勝敏がレコーディングに参加し、そのままプリズムに加入。森園は二年後にプリズムを脱退してソロ活動に移行するものの、その後も和田をはじめ、プリズムとは現在に至るまで親交があり、機会があれば頻繁に共演もしていた。
プリズムとしてデビュー直後の1970年代後半、スタジオワークとして高橋幸宏（当時・高橋ユキヒロ）などのレコーディングに参加する一方、修練を重ねる目的で新宿ピットインなどで本多俊之や佐山雅弘らジャズのフィールドに居た同世代のプレイヤーとのセッションを行っていき、新境地を開拓していく。
速弾きと変拍子をいとも簡単に弾きこなす超絶技巧のプレースタイルは、同じフュージョンのフィールドで活動していたカシオペアの野呂一生、ハードロックのフィールドで活動していたBOＷWOWの山本恭司、レイジーからLOUDNESSを経てヘヴィメタルのフィールドに進出した高崎晃ら同世代のプロギタリストとともにアマチュアのギター少年たちにとって憧れの的となり、1970年代後半にはグレコのギターのテレビCMに出演して強烈な印象を与えたほか、1981年にはソロ名義でギター教則レコード『AKIRA WADA THE GUITAR』を出した。1983年には初のソロアルバム『OUT & ABOUT』を発表。また、それらと前後して1980年頃よりプリズムでの活動と並行して、深町純が創設したフュージョン・バンドのキープ、松岡直也のビッグバンド、ウィシングにも参加。この二人との出会いと共演は、その後の和田の活動に大きな影響を与える。
1984年、プリズムはレコード会社との契約完了とメンバー脱退などが重なって一時活動休止に陥るが、深町純はサポートメンバーになることを表明して再開に向けて支援。その再開に当たって、和田のソロプロジェクトに参加していた木村万作もサポートメンバーとして参加してくる。深町とは、互いにソロで請け負った仕事、キープ、プリズムの活動以外にも深町純&和田アキラDUOとしても断続的にではあるが活動し、2005年には共作アルバム『Digit Cafe』を制作するなどした。そして、2010年に深町が死去するまで様々な取り合わせで共演を重ねていた。
松岡とは、大編成のウィシング解散後に作った小編成の松岡直也グループに1985年から中途加入。アルバムレコーディングやライブツアーへの参加の他に、松岡が取り組んだ中森明菜のヒット曲「ミ・アモーレ」、わたせせいぞう原作によるテレビアニメ『ハートカクテル』の音楽など、氏の経歴を代表する仕事にも参加することにもなった。また、1988年には松岡直也がメイン講師を務めたNHK教育テレビで放送の「NHK趣味講座　ベストサウンドⅣ」でギターの講師を務めた。そこではポーカーフェイスかつクールな演奏スタイルからは想像できない饒舌で明るいキャラクターが知られるようになる。1991年に松岡直也グループを離脱するが、その後も機会があれば松岡と共演をし、2000年代には和田がかつて参加していた松岡直也グループ時代の曲を中心に演奏していく松岡直也&和田アキラ B.F.UNITを結成して往年のファンを喜ばした。
プリズムは1980年代末に和田、渡辺(B)、そして木村万作(Dr)を正式メンバーとしたキーボードレスの3ピースでのバンド形態として活動していくようになる。その一方で、キーボードを入れたインスト・バンドとして、1992年に、永井敏己(B)、菅沼孝三(Dr)、石黒彰(Key)らと共にW.I.N.Sを結成したり、1997年頃から難波弘之(Key)、 永井敏己(B)、長谷川浩二(Dr) らと始めたセッションを元にしたExhiVisionを結成するなど多彩な活動をしていく。
プリズムは2001年に渡辺が脱退（後任は岡田治郎が加入）。それにより、和田だけがオリジナルメンバーとなる。2000年代のプリズムは基本的にはトリオ編成ながら、ときにはキーボードをサポートに招き入れた編成にもなったほか、往年のメンバーを集めた同窓会的なライブが盛んに行われた。その面子の中に四半世紀ぶりの共演となる久米大作がいて、久米はそれを機に劇音楽ばかりをやっていたのからライブ活動も再開する。和田はその久米大作が始めたバンド、久米大作4DKにレギュラーで参加した。
プリズムは2013年になってキーボーディストの渡部チェルが正式加入して4ピースのバンドとなる。この頃、ファンとも積極的な交流を持ち、プリズムのコピーバンドに招かれて共演したりするなどファンサービスに務めていた。
2018年の年末に病気で倒れ、以降は療養のためにプリズム他すべての活動を休止していたが、2021年3月28日に敗血症による多臓器不全のため、神奈川県内の病院で死去。64歳没。
2022年7月12日、CLUB CITTA'にて「PRISM presents 和田アキラ 追悼コンサート」開催。プリズムの現役メンバー及び、元メンバーの渡辺建、久米大作、森園勝敏、中村哲、そして和田を慕っていたプロギタリストの是永巧一、SUNAO、ISAO、養父貴、ヴァイオリニスト壷井彰久らが参加。
2022年11月23日、深町純との双頭ユニット、深町純&和田アキラDUOが2006年2月に四国大学音楽ホールで行ったライブを収録した『SUPER DUO LIVE』リリース。両人ともに逝去後初となった、未発表ライブ音源のソフト化である。

## 交友
ドラマーの“ポンタ”こと村上秀一は自著『自暴自伝』（文藝春秋、2003年刊行）のなかで、1970年代前半、自身がスタジオ・ミュージシャンをメインでやっていた二十代、和田はプロになる遥か前の十代半ばで師事するギタリスト・松木恒秀のローディーをしていたときにレコーディングスタジオで知り合い、自分にまで気を効かせてタバコやおしぼりの提供などケアしてくれたことを綴っており、当時から“こいつはいいミュージシャンになる”と確信したという。和田がプリズムでプロデビューして間もなく、そのプリズム2枚目となるアルバム『SECOND THOUGHTS/SECOND MOVE』（1978年発表）のレコーディングで既にスタープレーヤーとなっていた村上をゲストに招いて初共演。その後も頻繁に共演を重ね、プリズム関連でレコード化されているものだけでも、初のライブアルバムとなる『PRISM LIVE』（1979年発表）、和田アキラのギター教則アルバム『AKIRA WADA THE GUITAR』（1981年発表）、森園勝敏、佐山雅弘らOBメンバーも招いたライブセッションアルバム『PRISM JAM』（1995年発表）など、プリズムの活動史を語るうえで欠かせない存在となった。一方、1998年には村上のデビュー25周年を記念して約100人の音楽人との演奏を収めたリーダーセッションアルバム『Welcome to My Life』に和田は参加していて、村上にとってのピースでもあったことが窺える。また、ピアニスト・松岡直也のビッグバンド、ウィシングでは、活動後期かつ全盛期のレギュラーメンバー同士であり、1982年のウィシング解散後に幾度かあった復活ライブでも常に顔を合わせていて、松岡が亡くなる二年前の2012年に行われた最後の復活ライブツアーでも共演した（2012年6月に行われたものが『松岡直也 & ウィシング・ライブ～音楽活動60周年記念～』として映像ソフト化）。2018年4月、和田は村上のプロデビュー45周年を記念したセッションライブ「音楽境地（壱）～奇跡のJAZZ FUSION NIGHT～」（会場・中野サンプラザ）に出演し、ふたりと所縁が深かった亡き深町純と松岡直也の曲を演奏した（ライブタイトルと同名にて映像ソフト化）。そして、同年末に和田が病気で倒れて活動休止するおよそ一か月前、11月3日にその第2弾としてビルボードライブ大阪で行われた関西公演「音楽境地 ～奇跡のJAZZ FUSION NIGHT～WEST SIDE」が最後の共演となった。2021年3月9日に村上は病気で逝去し、その後を追うかのようにして同月28日に和田も鬼籍に入った。
カシオペアのギタリスト・野呂一生とは同学年でお互い16歳のときから知り合いであった。またふたりと学年では一個下となる、カシオペアの結成メンバーであるベーシスト・櫻井哲夫も氏が16歳のときに知り合ったという。デビュー前のプリズムとカシオペアは最も近しいバンドどうしで、ドラマーの鈴木徹は双方の活動を掛け持ちしていた。1976年、カシオペアはヤマハ主催のバンド・コンテスト「EastWest'76」に出場して決勝大会まで進出し、野呂がベストギタリスト賞を獲たことで士気が高まり、バンドをさらに固めようとしていた矢先、プリズムのレコード・デビューが決まったことから鈴木はカシオペアを脱退してしまう。なお、和田の弁によれば引き抜いたわけではなく、鈴木が自らの意思でプリズムのほうを選んでカシオペアを辞めてきたという。カシオペアは鈴木が脱退したことから活動休止状態となり、それを受けてキーボーディストの小池秀彦も脱退し（後にビクター音楽産業に就職して所属の岩崎宏美やビートたけしの担当ディレクターとなる）、新たなるメンバー探しに奔走し、キーボーディストに向谷実らを入れて再出発した。その後も交流は続き、デビュー直後のカシオペアが都内にあるライブハウス「屋根裏」でライブを開催しようとしたところ、野呂ともうひとりのメンバーでドラマーの佐々木隆がエレクトーン奏者・小熊達弥のバックバンドで地方公演に出演しなければならないダブルブッキングが発生してしまう。窮したカシオペアはプリズムに助けを求めて、居残っていた櫻井と向谷、そこに和田と元メンバーの鈴木徹を入れた変則的な編成によるライブを行ったことがある。プリズムとカシオペアの頻繁な共演は1980年代初頭まで続いたが、以降は毎年夏に全国各地で行われるジャズフェスティバルで顔を合わせる程度になり、1986年に発表した櫻井哲夫初のソロアルバム『DEWDROPS』に和田がゲスト参加したぐらいとなっていた。しかし、櫻井が1990年にカシオペアを神保彰とともに脱退して作ったジンサクで、1993年にそれまでのライブサポートギタリストであった是方博邦が三年ぶりのリーダー・アルバムを出したことを機にリーダー・プロジェクトを優先させるために離脱したことを受けて、その次のライブサポートギタリストが決まるまで一年の期間限定で和田が後任を引き受けた。この間にあった東京での単独ライブでは観覧客として招いていた野呂をステージに上げて、和田がスペアで用意していたギターを弾かせ、櫻井・神保がカシオペア脱退以来の、和田とは十数年ぶりの共演となって客席は大いに沸いた。このハプニングはジンサクと和田による確信犯的な行いでギターのパブリック・アドレス回線を和田と野呂が弾けるようにと予め二回線用意していたことから実現したものであった。1997年には、野呂、櫻井、向谷、神保による黄金期の面子を集めたライブに和田がゲスト参加して前述のライブハウス「屋根裏」公演を再現するかのようにカシオペアの曲を弾かせたことがあった。その後も村上秀一のリーダーセッションライブで和田と櫻井が、石黒彰のリーダーセッションライブで和田と野呂が共演した。2015年11月7日、プリズムはCASIOPEA 3rd（2012年からの活動名）との対バン形式によるツーマンライブを六本木のEX THEATER ROPPONGIにて行った。お互いにオリジナルメンバーが和田と野呂だけにはなってはいたが、双方の初期ナンバーでセッションもした。
聖飢魔IIの元ボーカリスト・デーモン閣下は自身のブログで和田の逝去を追悼した。デビュー当時の聖飢魔IIがプリズムと同じ音楽事務所に所属していてマネージャーも一緒だったという間柄で、「つまり兄弟子、デビュー当時の我々は、アキラさんを含めプリズムのメンバーから『プロとしての何たるか』の『いろは』を学んだのである」と振り返った。聖飢魔IIが1985年に出したデビューアルバム『聖飢魔II〜悪魔が来たりてヘヴィメタる』はプリズムのベーシストであった渡辺建のサウンド・プロデュースによるものであった。1991年、聖飢魔IIのメンバーであったドラマー・ライデン湯沢とベーシスト・ゼノン石川がその活動と並行して組んだフュージョンバンド、RXのデビューアルバム『CHEMICAL REACTION』に和田はゲスト参加し、ライブにも参加した。ゼノン石川は聖飢魔II解散後の2000年以降は石川俊介の名で活動を開始し、セッション・ミュージシャンとして和田と共演する機会も多かった。

## 使用機材

### ギター
デビュー当時はギブソンのレスポールやES-335、ヤマハのSA-1000を使用。80年代半ばより、P-PROJECTの創設者である西条八兄とのコラボレーションによりシグネイチャーモデルを開発し、使用している。これまでに10機種近くが市販もされているが、ピックアップのレイアウトが世にも珍しいSSHS配列で、シングルコイルがアクティブ、ハムバッカーがパッシブとなっていることが3号機以降の共通の特徴となっており、和田配線と呼ばれている。なお、シグネイチャーモデルについては西条がフェルナンデス退社後に設立された自身のブランド、Saijo Guitarsに引き継がれ、コンセプトそのままに製造されている。

### ギター・アンプ
これまでにヤマハ、ピアス、メサ・ブギー、ハイワット、ピーターソン、ヒュースアンドケトナー等のアンプヘッドやプリアンプを使用している。

## ディスコグラフィ

### ソロアルバム
- OUT & ABOUT（1983年）
- YELLOW MOON（1984年）
- LOVE ISLANDS（1984年）
- AMERICAN ROMANCE（1984年）
- Ballads（2001年）
- Ballads II（2002年）
- Ballads III（2004年）
- Ballads Best（2009年）

### KEEP
- DG-581（1981年）
- ROCK'N ROCKED ROCK（1982年）
- KEEP ALIVE（1995年）

### 和田アキラ＆津垣博通
- A POINT OF BLUE（1991年）

### RX
- CHEMICAL REACTION（1991年）
- Rare 'Xtra（1994年）

### W.I.N.S
- W.I.N.S（1995年）
- A Sound Lump（2008年）

### DUOLOGUE
- For Your Ears Only（1997年）

### 深町純＆和田アキラ
- Digit Cafe（2005年）

### ExhiVision
- ExhiVision（2004年）
- OVEREXPOSURE（2007年）
- Beyond The Earthbound（2008年）